# Kieszonka przegrodowa
Kieszonka przegrodowa – w anatomii człowieka zachyłek w przegrodzie międzyprzedsionkowej serca, pozostałość po otworze owalnym. Został odkryty w 2009.